# Вудилище

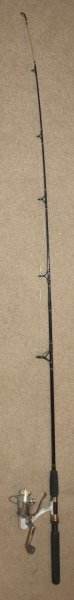
Вудка

Вуди́лище або ву́длище, рідко вуди́ло — вудлище тонкий і гнучкий прут (звичайно бамбуковий, ліщиновий, пластмасовий або металевий), до якого прикріплюють ліску; основна складова частина риболовецької вудки. Вудилище має форму довгого тонкого конуса. Товста частина, за яку рибалка тримає вудилище, називається комель.[джерело?] Протилежний тонкий кінець, до якого кріпиться волосінь — вершинка.

## Типи вудилищ
- Фідерні вудилища. Особливістю фідерних снастей є наявність декількох хлистиків різної жорсткості, які служать дуже чутливим індикатором клювання і абсолютно не заважають при дальньому закиданні вудилищем.
- Коропові вудилища. Коропові вудилища призначені для лову коропа. Їх перевагою є виняткова динаміка, під час закидання, що поєднується з потужністю, що дозволяє легко впоратися з екземплярами, що перевищують 20 кг.